# McClelland
McClelland város az Amerikai Egyesült Államok Iowa államában, Pottawattamie megyében. Lakosainak száma 146 fő (2020. április 1.).

## Népesség
A település népességének változása:

| 2010 | 151 |
| 2020 | 146 |